# Municipio de Valley (condado de Tripp)
El municipio de Valley (en inglés: Valley Township) es un municipio ubicado en el condado de Tripp en el estado estadounidense de Dakota del Sur. En el año 2010 tenía una población de 51 habitantes y una densidad poblacional de 0,57 personas por km².

## Geografía
El municipio de Valley se encuentra ubicado en las coordenadas 43°1′54″N 99°34′33″O / 43.03167, -99.57583. Según la Oficina del Censo de los Estados Unidos, el municipio tiene una superficie total de 90.14 km², de la cual 90,1 km² corresponden a tierra firme y (0,04 %) 0,03 km² es agua.

## Demografía
Según el censo de 2010, había 51 personas residiendo en el municipio de Valley. La densidad de población era de 0,57 hab./km². De los 51 habitantes, el municipio de Valley estaba compuesto por el 90,2 % blancos, el 9,8 % eran amerindios. Del total de la población el 5,88 % eran hispanos o latinos de cualquier raza.